# Rasmus Bartholin
Rasmus Bartholin (latinizado como Erasmus Bartholinus; 13 de agosto de 1625 - 4 de noviembre de 1698) fue un médico y científico danés.

## Biografía
Bartholin nació en Roskilde. Era hijo de Caspar Bartholin el Viejo (1585-1629) y Anna Fincke, hija del matemático Thomas Fincke. Tuvo cinco hermanos, entre los que destacó Thomas Bartholin (nueve años mayor), que alcanzó tanta fama como él por sus hallazgos científicos relacionados con el sistema linfático.
Erasmus recibió su educación primaria de tutores privados. Posteriormente, entró en la Universidad de Copenhague en 1642, donde se licenció en 1644 y obtuvo un máster en artes en 1647. Estudió matemáticas en la Universidad de Leiden y después de viajar por Europa acabó en Padua donde se licenció en medicina en 1654. En 1656 volvió a la Universidad de Copenhague como profesor de geometría, pero al año siguiente decidió enseñar medicina, convirtiéndose en un profesor extraordinario. También fue decano de la facultad de medicina, bibliotecario y rector. Escribió, en latín, la primera gramática del danés, De studio lingvæ danicæ (1657). En 1667 fue nombrado matemático real y en 1671 obtuvo la cátedra de medicina de la Universidad de Copenhague y la mantuvo hasta su muerte.
Rasmus Bartholin es recordado especialmente por su descubrimiento (1669) de la doble refracción de un rayo de luz por el espato de Islandia (calcita). Publicó una descripción precisa del fenómeno, pero como en aquel entonces se entendía poco la naturaleza física de la luz, no pudo explicarlo. Solo después de que Thomas Young propusiera la teoría ondulatoria de la luz, c. 1801, fue posible una explicación

## Aportes científicos
A pesar de ejercer principalmente como profesor de medicina, escribió relativamente poco sobre este tema. En términos de número de publicaciones, las matemáticas ocuparon la mayor parte de su producción científica, pero su trabajo en esta área no fue de gran importancia. De hecho, Rasmus Bartholin es más conocido por su trabajo en otras áreas como la física o la óptica, ya que fue el descubridor de la refracción doble de la luz en 1669. Llevó a cabo su descubrimiento en un cristal de espato obtenido en una expedición a Islandia (calcita). Pudo observar cómo la luz se refractaba a través del espato, dando lugar a dos rayos que él denominó solita e insolita. La explicación que le dio Bartholin en su momento se basó en la teoría de la luz de Descartes, la cual proponía que el cristal presentaba dos sets de "poros" que daban lugar a la refracción doble. Aunque publicó una descripción muy precisa del fenómeno, no fue capaz de comprender su naturaleza física. Fue más tarde, en 1801, cuando Thomas Young propuso la teoría ondulatoria de la luz y se pudo dar una explicación al fenómeno de la refracción doble, que realmente se producía porque el cristal divide la luz dos planos de haces polarizados.
En el campo de la astronomía, observó los cometas de 1664 y 1665, entre otras observaciones, publicando las descripciones de estos acontecimientos en De Cometis Anni 1664 et 1665 opusculum (1665).
En el campo de la medicina cabe destacar su introducción del uso de la quinina como profiláctico frente a la malaria. También fue el primero en documentar las características físicas de la trisomía 13 o síndrome de Patau, en la literatura médica. Una cierta cantidad de sus contribuciones médicas fueron llevadas a cabo en conjunto con su hermano Thomas Bartholin, quien también fue profesor de anatomía en la Universidad de Copenhague desde 1646 hasta 1661.

## Principales obras
- De Cometis Anni 1664 et 1665 opusculum (1665).
- Experimenta crystalli Islandici disdiaclastici quibus mira & insolita refractio detegitur (1669).
- De naturae mirabilibus quaestiones academicae (1674), que consiste en una compilación de ensayos relacionados con diversos campos:
  - The study of the Danish language (1657).
  - The shape of snow (1660).
  - The pores of bodies (1663).
  - On Cartesian physics (1664).
  - On nature (1666).
  - On judgement and memory (1667).
  - On experiment (1668).
  - On physical hypotheses (1669).
  - On the shape of bodies (1671).
  - Secrets of the sciences (1673).